# Marcelle Narbonne
Marcelle Narbonne, née à Isserville le 25 mars 1898 (Algérie),, morte le 1er janvier 2012 à Argelès-sur-Mer (Pyrénées-Orientales), est une supercentenaire française pied-noire, qui fut la doyenne des Français du 29 octobre 2011 au 1er janvier suivant.

## Biographie
Elle est née en 1898 à Isserville dans la banlieue d'Alger. Issue d'un milieu modeste, elle apprend à lire tout en gardant les troupeaux et devient sténo-dactylo. Brièvement mariée, elle n'a pas eu d'enfant.
Rapatriée en France en 1962, elle y prend sa retraite un an plus tard et demeure avec sa sœur jusqu'à la mort de celle-ci (à l'âge de 95 ans), en 1999.
Puis, elle s'installe à la maison de retraite des Capucines à Argelès-sur-Mer, où elle a vécu jusqu'à sa mort. Marie-Isabelle Diaz étant de La Réunion, elle fut aussi la doyenne des personnes vivant sur le sol européen à partir du 2 août 2011 jusqu'à son décès.